# Clusone
Clusone (deutsch Klausen, lombardisch Clüsù) ist eine italienische Gemeinde (comune) mit 8600 Einwohnern (Stand 31. Dezember 2023) in der Provinz Bergamo, Region Lombardei.

## Geographie
Der Ort liegt etwa 35 km nordöstlich der Provinzhauptstadt Bergamo auf einer Höhe von 647 m s.l.m. Clusone wird zum oberen Val Seriana gezählt, obwohl der Ort orographisch betrachtet links oberhalb des vom Serio durchflossenen Tales auf einer Hochebene, dem Altopiano di Clusone, liegt. Die Hochfläche von Clusone ist glazialen Ursprungs und gehört teilweise zum Einzugsgebiet des Oglio.
Die Nachbarorte sind Gandino, Oltressenda Alta, Parre, Piario, Ponte Nossa, Rovetta und Villa d’Ogna.

## Geschichte
Die Gegend war vermutlich von den Orobiern, ein zu den Keltoligurern zählendes Volk,  um 1300 v. Chr. besiedelt worden. In der römischen Epoche bildete der Ort ein wichtiges Zentrum der Umgebung und wurde von den Römern befestigt. Womöglich leitet sich der heutige Name vom lateinischen Clausus ab, was auf den von Bergen umschlossenen Ort hinweist. 
Erstmals urkundlich erwähnt wurde Clusone 774 in einer Schenkungsurkunde von Karl dem Großen. Im Mittelalter entwickelte sich die von Karl dem Großen an Mönche übergebene Befestigungsanlage zu einer Burg mit Wehrmauern und Türmen. Ende des 14. Jahrhunderts gewann die aus Mailand stammende Adelsfamilie Aliprandi an Einfluss, die in Clusone den Namen Fanzago annahm. Unter der Republik Venedig erlebte der Ort seine wohl bedeutendste künstlerische, kulturelle und wirtschaftliche Entwicklung. Nach dem Frieden von Campo Formio 1797 war Clusone zunächst Teil der Cisalpinische Republik und anschließend des den Habsburgern unterstellten Königreichs Lombardo-Venetien. Während der Cisalpinischen Republik erhielt Clusone 1801 die Stadtrechte. Unter dem Königreich Italien war Clusone Hauptort des gleichnamigen Bezirks in der Provinz Bergamo.

## Architektur
Die Stadt ist vor allem durch zwei Bauwerke bekannt, das spätgotische Rathaus mit einer von Pietro Fanzago 1583 angefertigten Planetenuhr und die Ordenskirche der Flagellanten, mit dem berühmten Totentanz von 1485. Die Basilika Santa Maria Assunta erhebt sich dominant am nördlichen Ortsrand.

## Persönlichkeiten
- Giovanni Legrenzi (1626–1690), Komponist des Barock
- Sergio Alfredo Gualberti (* 1945), Erzbischof von Santa Cruz de la Sierra
- Attilio Rota (* 1945), Radrennfahrer
- Roberto Spampatti (* 1965), Skirennläufer
- Paolo Savoldelli (* 1973), Radrennfahrer
- Sara Dossena (* 1984), Duathletin, Triathletin und Langstreckenläuferin
- Kevin Ceccon (* 1993), Rennfahrer

## Sehenswürdigkeiten
- Oratorium dei Disciplini mit Fresken

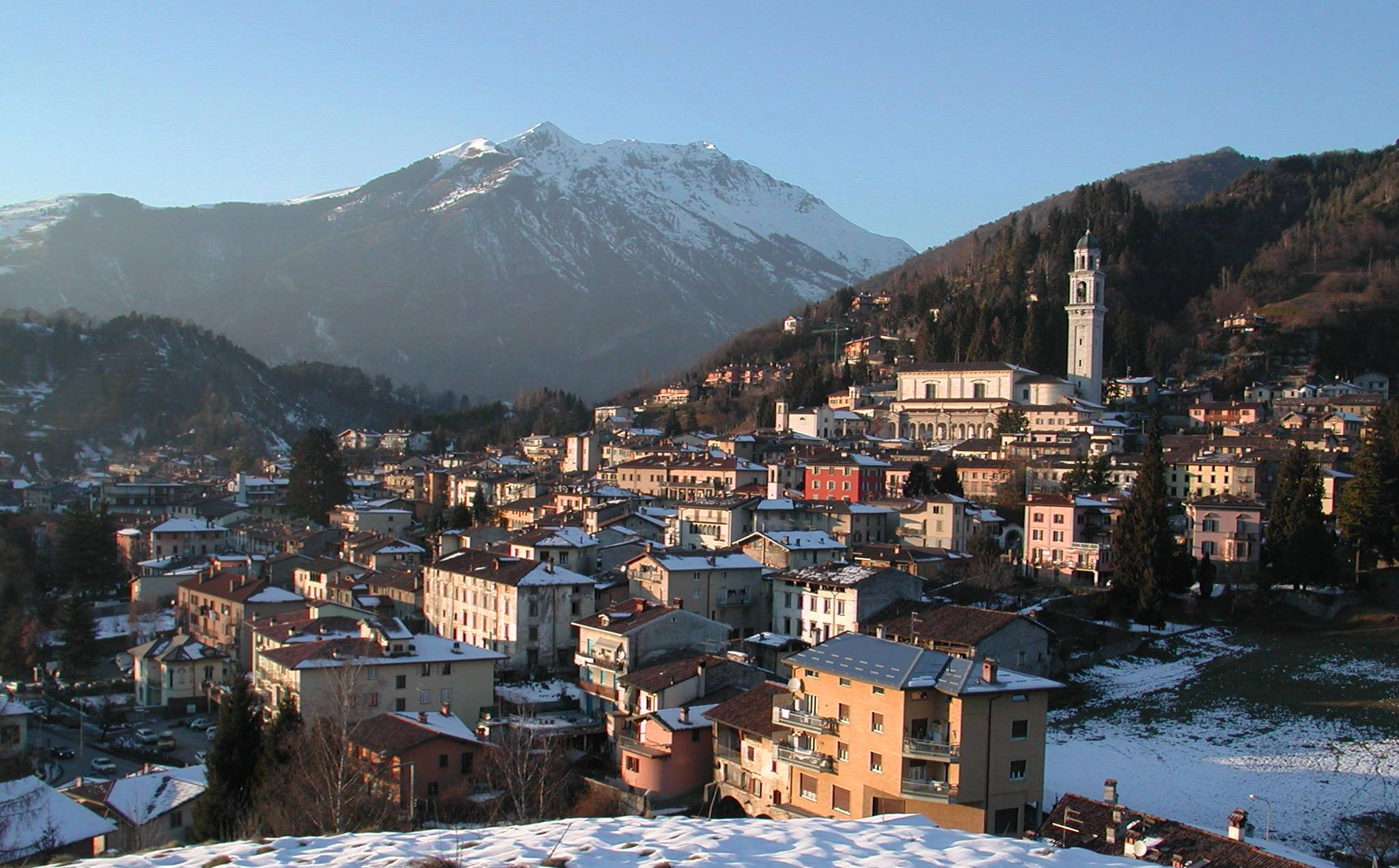
Panorama im Winter
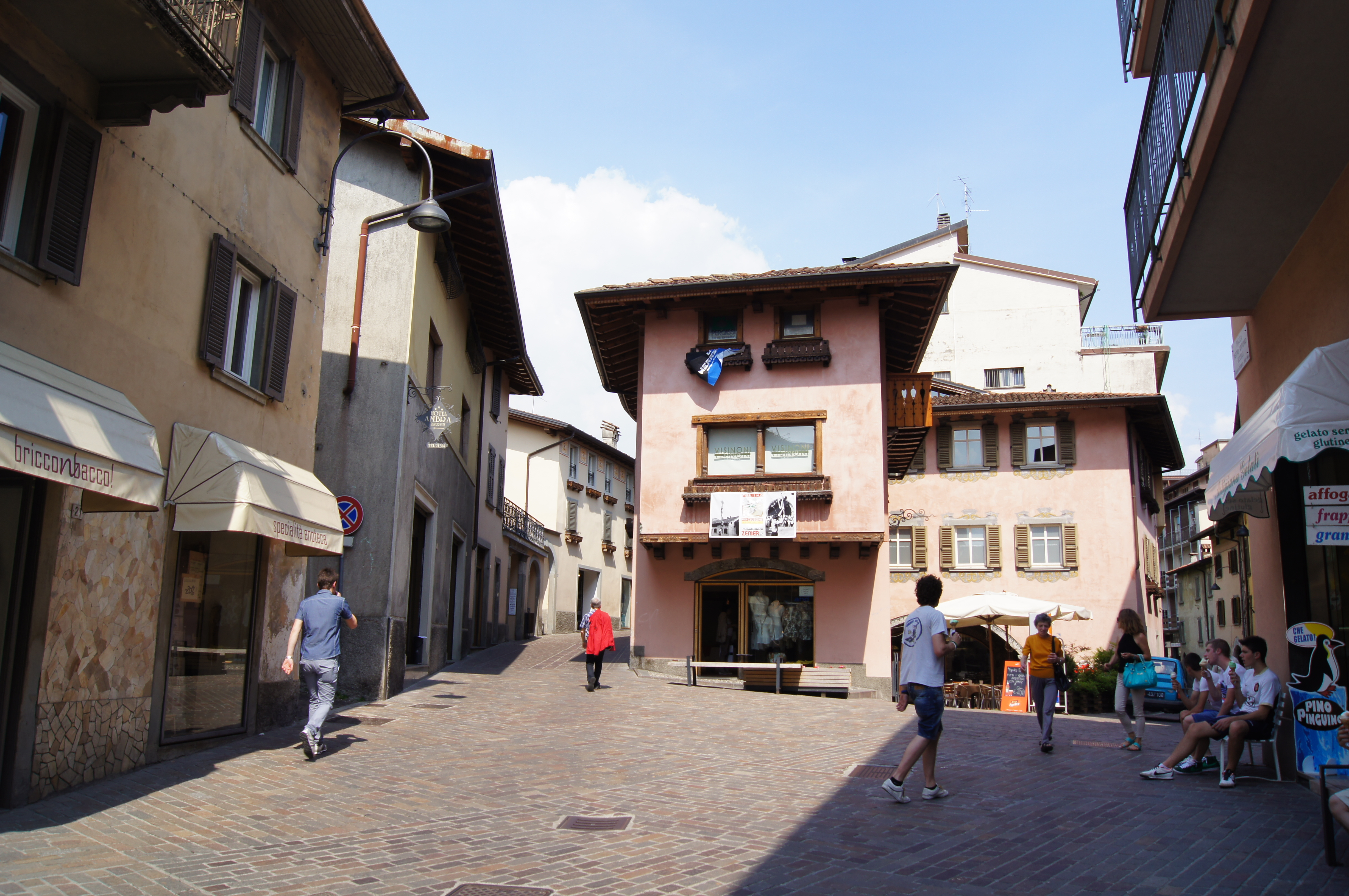
Altstadtplatz in Clusone
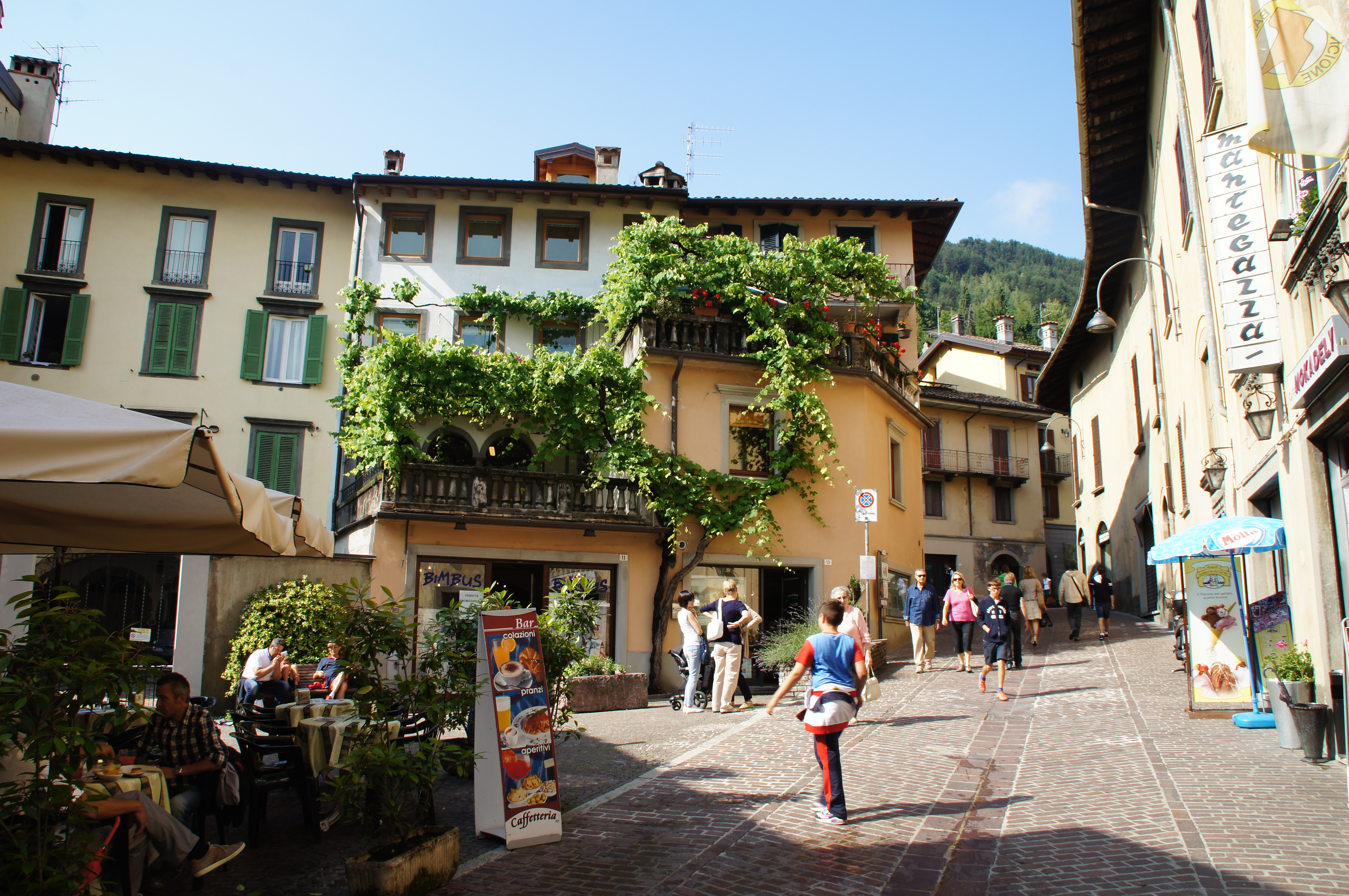
Altstadt von Clusone
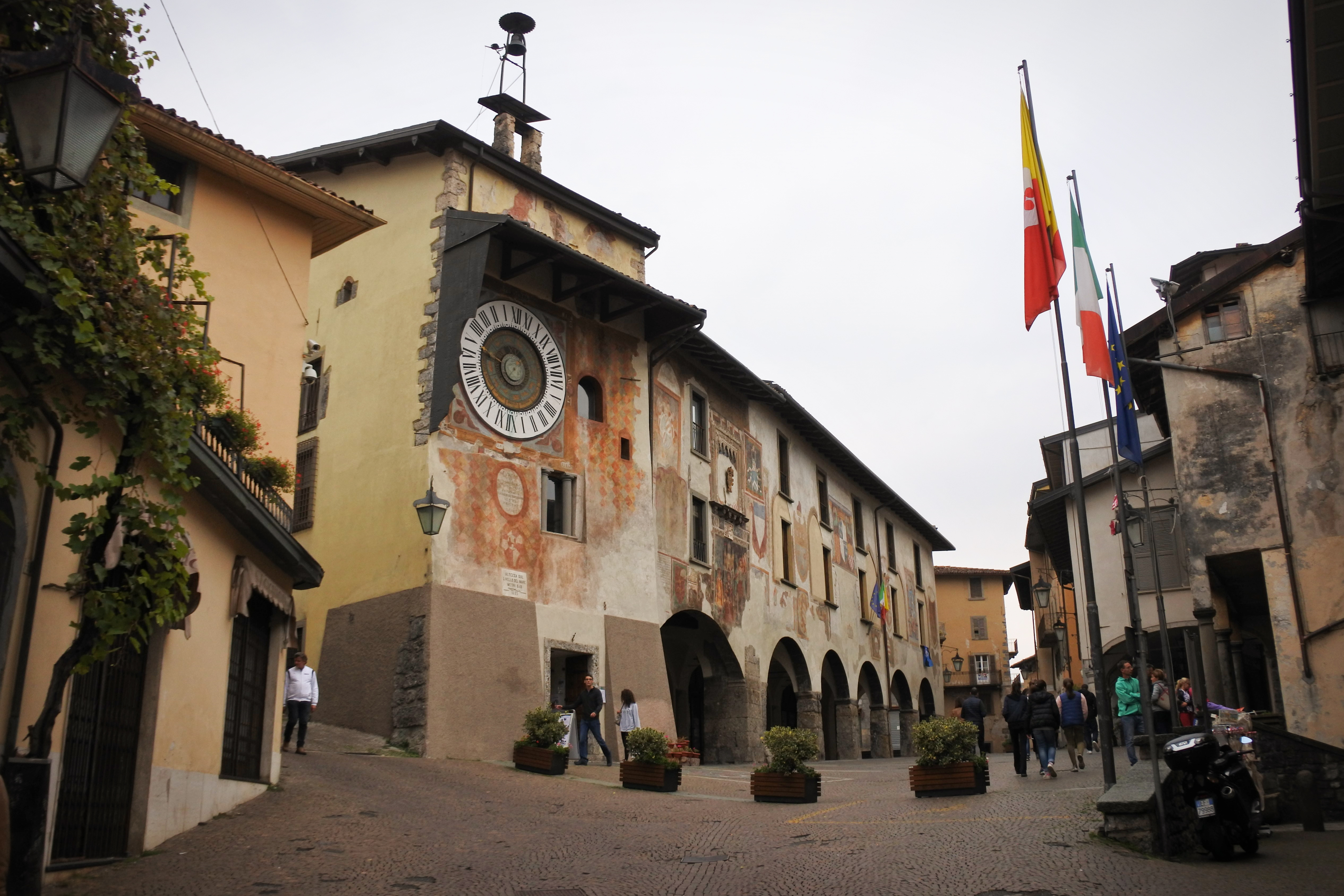
Stadtverwaltung von Clusone
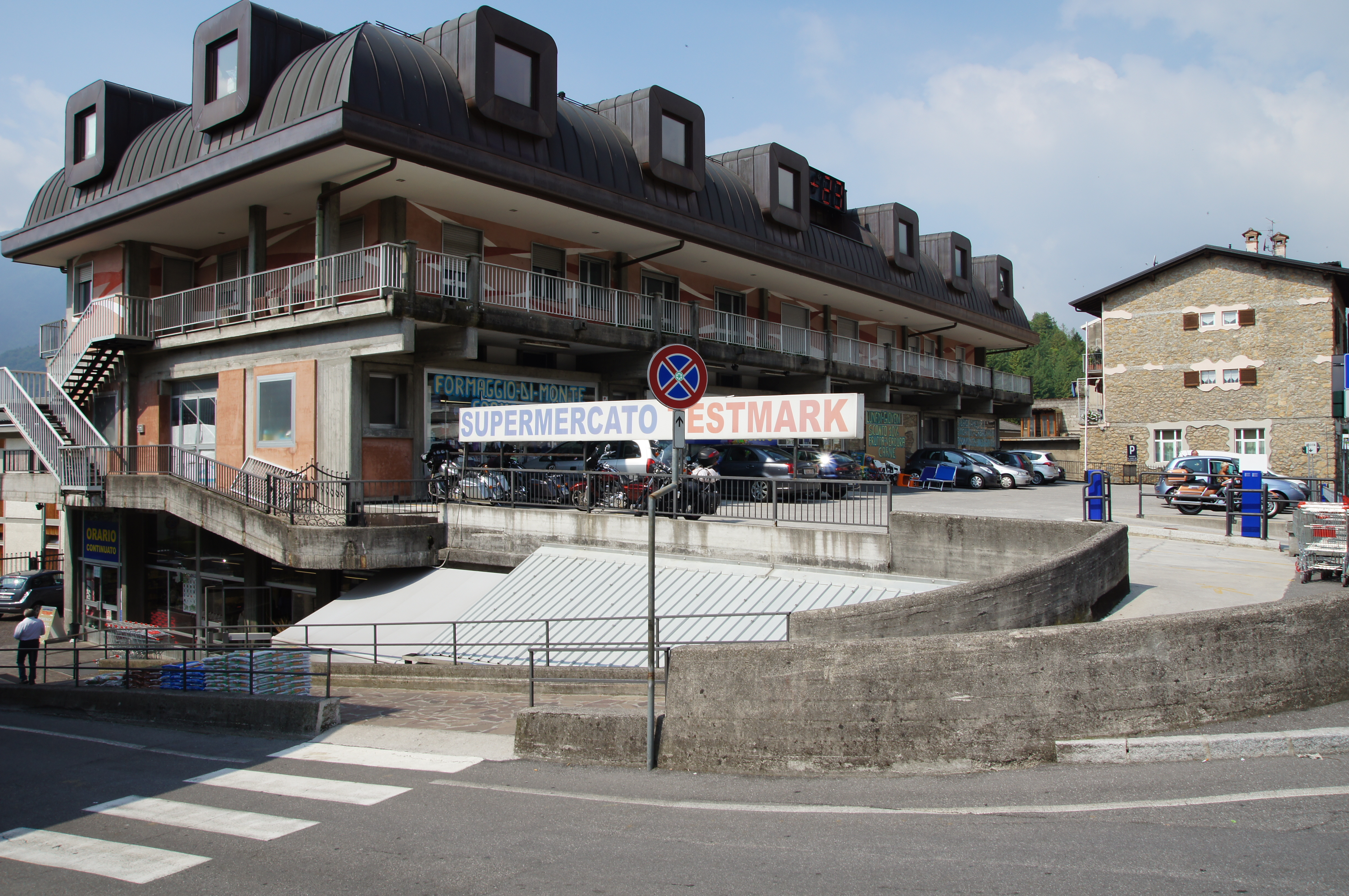
Supermercato in Clusone